# Médiastin
Le médiastin est la région de la cage thoracique située entre les deux poumons et contenant le cœur, l'œsophage, la trachée et les deux bronches souches. De gros vaisseaux sanguins et lymphatiques, ainsi que des nerfs, y passent également. Le médiastin correspond au contenu de la cage thoracique sans les poumons. Il est divisé en trois compartiments, antérieur, moyen et postérieur.
L'exploration globale du médiastin se fait principalement grâce au scanner et à l'imagerie par résonance magnétique.

## Limites anatomiques
Le médiastin est limité par :
- en avant, la face postérieure du sternum, de l'arc antérieurs des côtes et des muscles intercostaux ;
- en arrière, la face antérieure des vertèbres et des disques intervertébraux de la colonne vertébrale thoracique, ainsi que l'arc postérieur des côtes ;
- en bas, le muscle diaphragme ;
- latéralement, le médiastin est limité par la plèvre le séparant des poumons.

Il n'existe pas de barrière anatomique séparant le médiastin du cou. Les deux régions sont ainsi dans le prolongement l'une de l'autre. On place habituellement la limite entre les deux au niveau de la fourchette sternale.
Il n'existe pas de cloison anatomique qui regroupe ou sépare les éléments du médiastin. Cependant, à des fins pratiques de classification des maladies, on divise couramment le médiastin en plusieurs zones. Il est habituellement divisé, par convention, en trois compartiments d'avant en arrière, qui contiennent les éléments suivants,, :
- médiastin antérieur : thymus et ganglions lymphatiques ;
- médiastin moyen : cœur, péricarde, aorte ascendante, veines brachocéphaliques, trachée et ganglions lymphatiques ;
- médiastin postérieur : œsophage, veine azygos, ganglions nerveux sympathiques, ganglions lymphatiques et aorte descendante.

On divise également la région en médiastin supérieur et médiastin inférieur.
D'autres classifications ont été développées pour un usage radiologique, en compartiment pré-vasculaire, viscéral et paravertébral.

## Embryologie
Durant la quatrième semaine du développement de l'embryon, quatre cavités se sont formées : la cavité péricardique, la cavité péritonéale, et deux canaux péricardopéritonéaux. Les limites latérales du médiastin apparaissent lorsque les canaux pleuropéricardiques croissent vers l'arrière, et rejoignent l'intestin primitif antérieur (celui-ci donnera l'œsophage et l'estomac, ainsi qu'une partie du duodénum, du foie, des voies biliaires et du pancréas). Les cloisons de séparation entre les cavités se complètent à la fin de la quatrième semaine, tandis que les bourgeons bronchiques poussent les plèvres et le péricarde et créent l'espace du médiastin.
À partir de la septième semaine de développement, les membranes pleurales et péricardiques fusionnent avec le mésoderme à l'avant de l'œsophage, créant le médiastin primitif. Les structures anatomiques contenues dans le médiastin croissent ensuite selon leur propre schéma de développement.

## Médiastin antérieur
Le médiastin antérieur est situé en avant de la trachée et du péricarde. Il contient le cœur, les gros vaisseaux (aorte ascendante, artères pulmonaires, veine cave supérieure) et le thymus.
Le médiastin contient le cœur, les gros vaisseaux (aorte ascendante, artères pulmonaires, veine cave supérieure) et le thymus.
Chaque nerf phrénique, droit et gauche, circule latéralement contre la plèvre, et passe à la partie antérieure du hile pulmonaire avant de descendre jusqu'au diaphragme.

## Médiastin moyen
Le médiastin moyen contient principalement la trachée, la carène, les bronches souches, la crosse de l'aorte, la crosse de l’azygos et des ganglions

### Cœur et gros vaisseaux

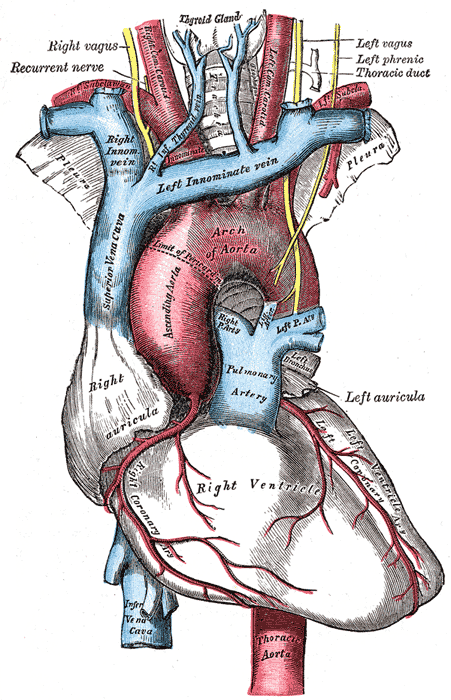
Cœur et vaisseaux du médiastin vus de face, en position anatomique.

Le cœur est un organe musculaire qui assure la circulation sanguine. Il est posé sur le diaphragme et situé contre la paroi antérieure de la cage thoracique, en arrière de celle-ci. Il est situé en position médiale et contenu dans un sac fibreux peu extensible, le péricarde. Le cœur est constitué de deux parties séparées par un septum :
- Le cœur droit qui reçoit le sang désoxygéné des deux veines caves en haut et en bas et qui l'expulse dans le tronc pulmonaire en haut.
- Le cœur gauche qui reçoit le sang oxygéné des quatre veines pulmonaires en arrière et l'expédie dans l'aorte en haut.

L'aorte ascendante part du ventricule gauche du cœur. Elle débute par une portion dilatée, le sinus de Valsalva. À ce niveau naissent les artères coronaires qui vascularisent le cœur. La portion ascendante de l'aorte est courte et se termine par l'horizontalisation de l'aorte, qui forme alors la crosse aortique, une qui se dirige vers l'arrière et vers la gauche de manière à surplomber la bronche souche gauche. La crosse est le point de départ des troncs supra-aortiques (tronc artériel brachiocéphalique, artère carotide commune gauche et artère sous-clavière gauche) qui cheminent dans le médiastin jusqu'à son orifice supérieur. Les troncs supra-aortiques sont le siège de nombreuses variations anatomiques non pathologiques dont l'arteria lusoria est la plus fréquente. Après la crosse, la partie descendante de l'aorte thoracique progresse dans le médiastin postérieur.
Le tronc de l'artère pulmonaire sort du ventricule droit du cœur et se dirige vers le haut et la gauche (passant devant l'aorte). Ce tronc se divise en deux artères pulmonaires (une artère pulmonaire droite et une artère pulmonaire gauche) s'orientant chacune vers le dehors pour rejoindre les hiles pulmonaires. L'artère pulmonaire droite passe sous la crosse de l'aorte. La division du tronc de l'artère pulmonaire est attachée à l'aorte par un ligament artériel (reliquat du canal artériel). Les artères pulmonaires gauche et droite se dirigent respectivement vers les poumons droit et gauche. Les deux artères se divisent en ramification parallèlement à l'arbre bronchique avant de rentrer dans le hile pulmonaire.
Les troncs veineux brachiocéphaliques droit et gauche réunissent respectivement les veines sous-clavières et veines jugulaires internes droite et gauche. Le tronc veineux brachiocéphalique gauche est plus long et étroit que le TVBC droit qui est davantage dans le prolongement de la veine cave supérieure.

### La trachée et les bronches souches

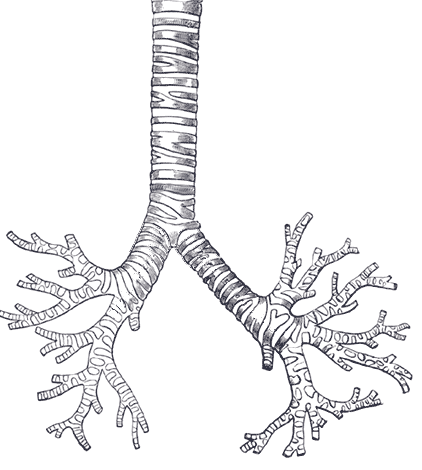
Trachée et arbre bronchique vus de face.

La trachée est le conduit cartilagineux menant l'air depuis le larynx jusqu'à la bronche souche de chaque poumon. La carène est la bifurcation de la trachée en bronches souches droite et gauche. Elle correspond à une saillie cartilagineuse à la bifurcation trachéale en forme de Y à l'envers séparant le flux aérien en deux et donnant naissance aux bronches souches droite et gauche. Cette division se fait au niveau de la 5e vertèbre thoracique. La face postérieure de la trachée, fine et souple, est appelée la membraneuse, tandis que la partie antérieure, en U, rigide et constituée d'anneaux de cartilage, est appelée la cartilagineuse. La trachée est située à l'avant de l'œsophage ; la membraneuse trachéale et la face antérieure de l'œsophage partagent d'ailleurs leur vascularisation capillaire. Cette proximité avec l'œsophage est à l'origine de l'inclusion de ce dernier dans le médiastin moyen, alors appelé « compartiment viscéral », dans certaines nomenclatures.
Les bronches souches ou bronches principales sont issues de la subdivision de la trachée. La bronche souche droite est plus courte, plus large et plus verticale que la bronche souche gauche. Elles possèdent la même structure que la trachée, avec une cartilagineuse antérieure en U et une membraneuse postérieure apportant la vascularisation.

## Médiastin postérieur
Le médiastin postérieur contient principalement l'œsophage et des éléments vasculaires.
L'œsophage est la portion du tube digestif acheminant les aliments depuis le pharynx jusqu'à l'estomac. Il comporte trois régions, cervicale, thoracique et abdominale, dont la portion thoracique est la plus longue.
L'aorte thoracique descendante est l'artère principale du médiastin postérieur. Elle donne naissance à de multiples branches pariétales, notamment les artères intercostales postérieures, qui distribuent plusieurs branches vers les parois du tronc, la moelle épinière (artère d'Adamkievizc) et les téguments correspondants, et les artères phréniques supérieures à destinée du diaphragme. De plus petites branches à destinée bronchique, œsophagienne et médiastinales naissent aussi de l'aorte descendante.
La veine azygos est un gros vaisseau situé à droite du rachis thoracique. Elle draine directement les espaces intercostaux des 4e à 12e côtes droites. Au niveau de la 4e vertèbre thoracique, elle décrit une crosse pour enjamber la bronche souche droite et atteindre la veine cave supérieure. La crosse de la veine azygos étant située au même niveau que la crosse de l'aorte, on désigne cette région horizontale comme « étage des crosses. » Par l'intermédiaire des veines hémi-azygos, qui la rejoignent au niveau de la 8e vertèbre thoracique, la veine azyogs draine indirectement la paroi thoracique gauche.
Le conduit thoracique est le plus gros vaisseau lymphatique de l'organisme. Il naît de la citerne du chyle dite de Pecquet (au niveau de l'abdomen, sous le diaphragme) et chemine en avant du rachis en traversant le diaphragme avec l'aorte pour parcourir le médiastin postérieur à sa droite. Il va finalement se jeter dans le confluent jugulo-sous-clavier gauche après avoir décrit une crosse. Il draine ainsi la lymphe du thorax gauche, du membre supérieur gauche, du cou et de la tête.

## Exploration du médiastin

### La radiographie thoracique

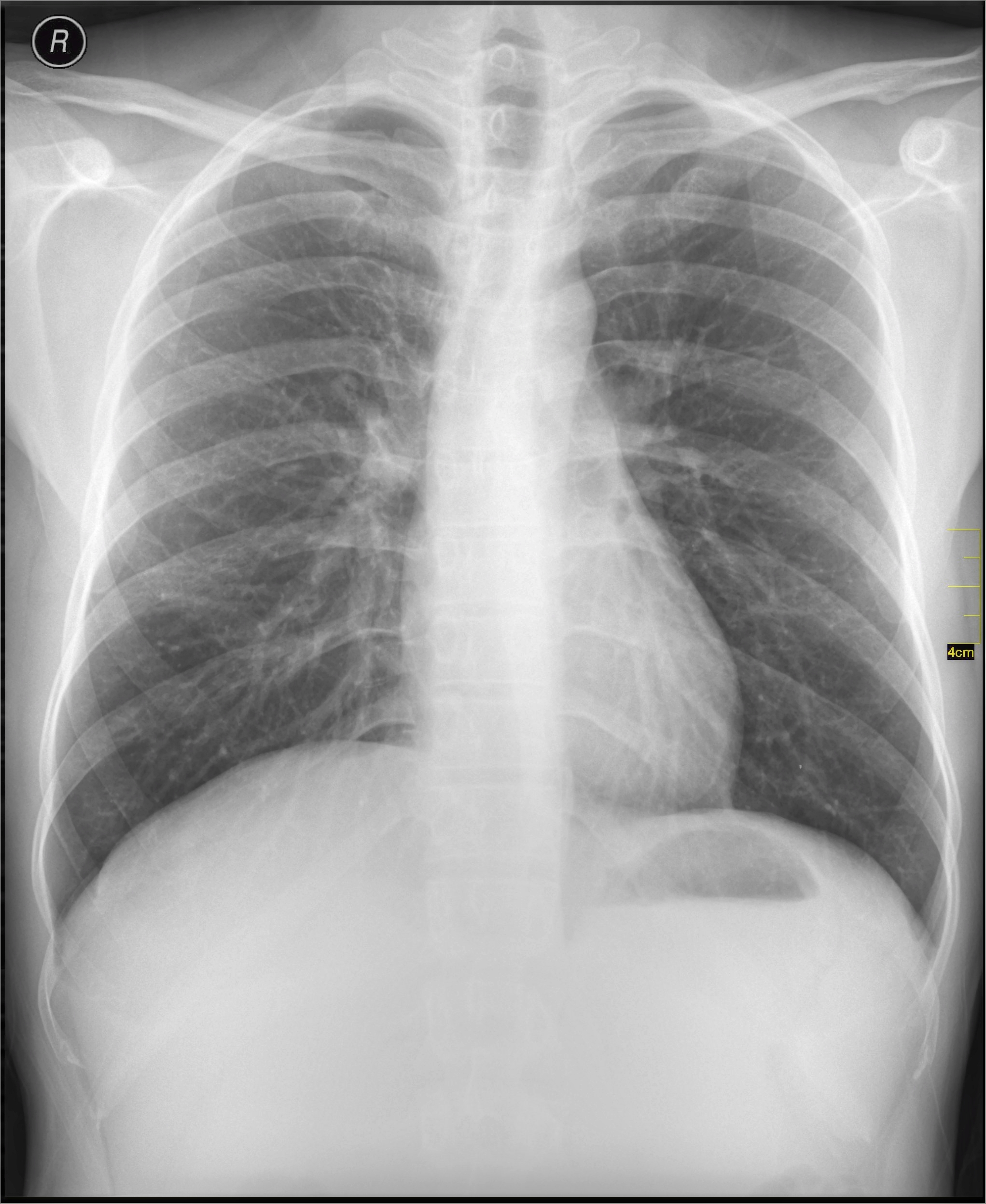
Radiographie thoracique de face.

La radiographie thoracique est une des radiographies les plus pratiquées. Elle ne se contente pas d'explorer le parenchyme pulmonaire : les parties molles, les os et l'ensemble du médiastin y sont étudiés.
Les parties sombres de la radiographie correspondent à des structures radiotransparentes c'est-à-dire que les rayons X les traversent facilement, et sont appelées « clarté ». Une zone anormalement transparente est désignée sous le nom d'« hyperclarté. » Ces images de clarté correspondant souvent à de l'air. Au contraire, les parties blanches de la radiographie correspondent à des structures opaques aux rayons X. On les désignes sous le nom d'« opacités. »
Le médiastin, dense, est visualisé comme une opacité située entre les poumons. En son milieu, la trachée et les bronches souches se projettent comme une clarté médiane en Y inversé. Ce sont particulièrement les limites du médiastin qui sont étudiées à la radiographie thoracique : une tumeur bombera d'un côté ou de l'autre, ou, au moins, le médiastin apparaîtra simplement élargi.

### Scanner
La tomodensitométrie, ou scanner, permet une étude bien plus approfondie du médiastin que la radiographie pulmonaire.
Afin de limiter le flou dû aux mouvements ventilatoires, le scanner thoracique nécessite au moins deux apnées, mais supérieure à celle d'une radiographie, que le patient doit être capable de tenir. L'injection de produit de contraste iodé permet d'opacifier les vaisseaux pour mieux les visualiser, et de rechercher un rehaussement anormal d'une éventuelle tumeur médiastinale ou adénopathie médiastinale.
Il est également possible de réaliser des biopsies sous scanner de masses médiastinales afin d'en préciser le diagnostic.
Le TEP scanner permet de visualiser l'activité métabolique des éléments du médiastin. Le cœur est le seul élément anatomique du médiastin présentant une hyperfixation intense de manière normale.

### Échographie
L'échographie est peu utilisée dans l'exploration du médiastin, en raison du sternum qui empêche le passage des ultrasons. Toutefois, en ce qui concerne le cœur, l'échographie cardiaque est l'examen d'imagerie de référence. Afin d'éviter l'obstacle du sternum, plusieurs fenêtres différentes sont utilisées.

### Imagerie par résonance magnétique
L'imagerie par résonance magnétique est peu utilisée en dehors de certaines tumeurs médiastinales afin de mieux caractériser la densité des tissus.

### Médiastinoscopie
La médiastinoscopie est une intervention chirurgicale permettant de réaliser des biopsies du contenu du médiastin, principalement des ganglions qu'il contient. Elle peut être complétée par l'échoendoscopie bronchique et l'échoendoscopie œsophagienne.

## Pathologie
Le médiastin peut être le siège de tumeurs malignes ou bénignes, dont la nature varie selon la localisation dans la région. Les tumeurs malignes primitives les plus fréquentes sont les thymomes, les lymphomes et les tumeurs germinales.
Les infections du médiastin, appelées médiastinites, sont des atteintes rares et graves dont le traitement combine antibiothérapie et chirurgie. Enfin, le pneumomédiastin spontané est une affection bénigne équivalente au pneumothorax, de résolution souvent spontanée.